# Hřib citronový
Hřib citronový (Boletus citrinus Venturi), též hřib žlutavý (Boletus clavipes (Peck) Pilát & Dermek) je jedlá houba z čeledi hřibovitých řazená mezi tzv. pravé hřiby.

## Taxonomie
Dříve byl zařazen jako samostatný druh, ale v současnosti je považován za formu hřibu smrkového (Boletus edulis) zvanou hřib smrkový citronový (Boletus edulis f. citrinus Venturi (Muñoz)). To odpovídá nejen výsledkům molekulární analýzy z roku 2005, ale také absenci přesné barevné hranice mezi touto a běžnou formou hřibu smrkového.

## Synonyma
- Boletus citrinus Venturi[1][2]
- Boletus venturii Bon[1]
- Boletus clavipes (Peck) Pilát & Dermek[2]
- Boletus edulis var. clavipes Peck[2]
- Boletus edulis var. citrinus (Venturi) Pelt. ex E.-J. Gilbert[1][2]
- Boletus edulis f. citrinus Venturi (Muñoz)[1]
- Boletus edulis var. ochraceus A. H. Smith & Thiers 1973
- Boletus reticulatus var. citrinus (A. Venturi) Hlaváček
- hřib citronový[1]
- hřib citrónově žlutý
- hřib žlutavý[2][3]
- hřib kyjonohý

## Vzhled

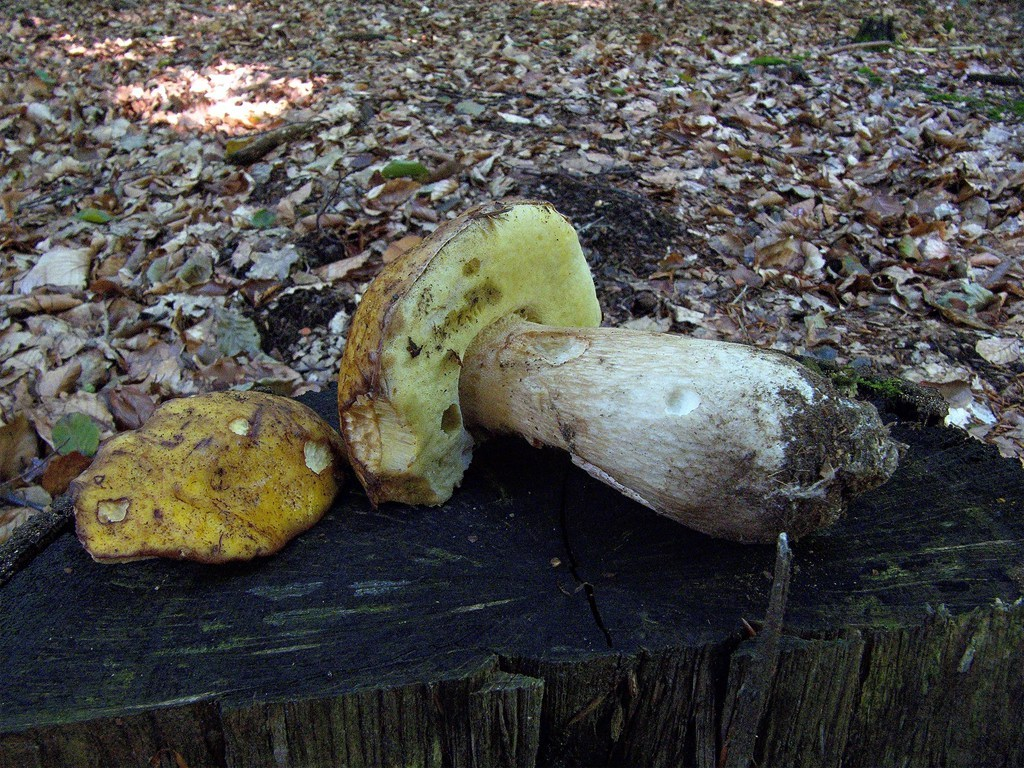
Hřib (smrkový) citronový

### Makroskopický
Klobouk dosahuje 60–150 milimetrů, od mládí je žlutý (čímž se liší o běžné formy hřibu smrkového), na otlačených místech často hnědnoucí. Povrch v mládí plstnatý, později více či méně olysalý.
Rourky i póry jsou totožné s hřibem smrkovým.
Třeň je totožný s hřibem smrkovým.
Dužnina je totožná s hřibem smrkovým.

### Mikroskopický
Mikroskopické znaky jsou totožné s hřibem smrkovým až na trichodermové hyfy klobouku. Jejich obsah je bledý nebo žlutý, nikoli hnědý.